# Yannick Filipović
Yannick Filipović (Mönchengladbach, Alemania; 23 de febrero de 1998) es un futbolista alemán de ascendencia montenegrina y peruana. Juega como defensa central y su equipo actual es el Bonner SC de la Regionalliga West.
Inicio su carrera en las divisiones menores del Fortuna Düsseldorf y llegando a entrenar con la sub-17 del club. El 1 de julio de 2014 es fichado a coste libre por el Werder Bremen donde llego a debutar el 17 de agosto de 2014 para la sub-17 del club. El 23 de agosto de 2015 debutó para la sub-19 del Werder Bremen en donde ganaría el primer título de su carrera, A-Junior Bundesliga Nordost 2015-16. En 2017 es transferido al 1. FC Kaiserslautern II jugando 2 temporadas y sumando 41 partidos en el club. En 2019 se quedo sin club y es fichado por el Fortuna Koln debutando el 8 de setiembre para la sub-23 del club y el 25 de setiembre con el primer equipo, pero luego se quedo sin club tras quedarse sin acuerdos y teniendo en ese momento valor mas alto, 50,000 €. En el 2020 es transferido gratis al FC Wegberg-Beeck jugando solamente 4 partidos. En enero del 2021 su valor baja a 25,000 €. Además en mayo del 2021 se da la noticia que dejará el FC Wegberg-Beeck y sería trasladado a otro club. El 1 de julio del 2021 se incorporó al Bonner SC.
A nivel de categorías inferiores formó parte de la plantilla de Selección de futbol sub-17 de Montenegro debutando con 16 años y 16 días el 11 de marzo de 2014 disputando 11 partidos. Luego formó parte de la plantilla de Selección de futbol sub-21 de Montenegro debutando con 19 años, 1 mes y 1 días el 24 de marzo de 2017 disputando 4 partidos amistosos.

## Biografía
Yannick Filipović nació en Mönchengladbach, Alemania el 23 de febrero de 1998. De madre montenegrina y padre peruano de Puno. Tiene 3 nacionalidades lo que en su carrera le permitiría jugar en una de las 3 selecciones: Alemania, Montenegro o Perú. Filipović se mudó a Fortuna Düsseldorf por una temporada en el verano de 2013 y luego se unió al Werder Bremen un año después. El zaguero firmó contrato de patrocinio hasta 2017. El 4 de agosto de 2016 Filipovic entrenó con los profesionales por primera vez después de que Alejandro Gálvez se trasladara a España. Dejó el club en el verano de 2017. En 2021 señalo que quería jugar por Perú, pero señalo que nunca ha tenido contacto y no tiene la ciudadanía peruana.

## Carrera

### Werder Bremen Sub-17 (2014-2015)

#### B-Junior Bundesliga Nordost 2014-15
Debutó en la Sub-17 del Werder Bremen tras una buena participación en las divisiones menores del club el 17 de agosto de 2014 de local contra el Concordia Hamburgo U17, ganando 4-1. Trece días después fue llamado para jugar de local contra el St. Pauli U17, perdiendo 3-4 y en ese partido Filipović recibiría su primera amarilla de su carrera. En su tercer partido con la sub-17 jugo de visita contra el Wolfsburgo Sub-17, perdiendo 0-1. Tres días después jugo de visita contra el Hamburgo U17, perdiendo 2-4. Catorce días después es llamado para jugar de local contra el Holst. Kiel Sub 17, ganándole 3-2, en ese partido anotó su primer gol en su carrera y el primero con la Sub-17 del club. Ocho días después se enfrentó de visita al Braunschw. Sub 17, ganándole 4-0. En el siguiente partido se enfrentó de local al CZ Jena Sub-17, empatándole 1-1. Para el siguiente encuentro se enfrentó de local al Hannover 96 Sub-17, en ese partido anotó su segundo gol en su carrera y el segundo con la Sub-17 del club, además recibiría su segunda amarilla de su carrera y a causa de la otra tarjeta recibida ante el St. Pauli U17 quedo suspendido para el siguiente encuentro que fue de local contra el TeBe Berlín U17, donde su club empató 2-2. Desde su último encuentro jugado, trece días después volvía al juego esta vez de visita contra el Hertha BSC Sub-17, ganándole 4-0. Una semana después vuelve a enfrentarse de local al Hannover 96 Sub-17, perdiendo 2-3. En el siguiente partido jugo de visita contra el CZ Jena Sub-17, ganándole 5-3. Una semana después se enfrentó de visita al FC Energie Cottbus U17, ganando 2-1. En la siguiente fecha juega de visita contra el 1.FC Magdeburg U17, ganándole 4-3. A inicios de diciembre se enfrenta de local al RB Leipzig U17, perdiendo 0-1. El 13 de diciembre se enfrenta al Wolfsburgo Sub-17, empatando 1-1, terminando 2014 con 15 partidos.
En 2015 es llamado para jugar de visita contra el Concordia Hamburgo U17, ganando 5-1. Dos semanas después fue llamado para jugar de visita contra el St. Pauli U17, ganando 4-1. La siguiente fecha se enfrenta de local al Hamburgo U17, ganando 2-1. Una semana después se enfrenta al Holst. Kiel Sub 17, ganando 6-0. En el siguiente encuentro se cruza de local con el Braunschw. Sub 17, perdiendo 1-2. La siguiente fecha de visita juega contra el TeBe Berlín U17, perdiendo 1-0. Nueve días después se enfrentó de local al Hertha BSC Sub-17, ganándole 5-2. El siguiente encuentro lo jugo de local contra el FC Energie Cottbus U17, ganando 2-1. En la siguiente fecha juega de local contra el 1.FC Magdeburg U17, ganándole 4-3. A inicios de diciembre se enfrenta de local al RB Leipzig U17, empatando 2-2, siendo este el último partido con la sub-17 del Werder Bremen y de la temporada 2014-15 con el club, terminando a mitad de año la temporada y quedando con el club en el 4to lugar de la tabla, jugando 10 partidos de la temporada en 2015 y sumando 25 partidos con la sub-17 en la mencionada temporada.

### Werder Bremen Sub-19 (2015-2017)

#### A-Junior Bundesliga Nordost 2015-16
Debutó en la Sub-19 del Werder Bremen tras una buena participación en la sub-17 del club el 23 de agosto de 2015 contra TSV Havelse U19  de local saliendo con victoria de 7-3. Seis días después es llamado para jugar de visita contra el Hamburgo U19 ganándole 4-3, en ese partido Filipović recibiría su tercera amarilla de su carrera y la primera con la sub-19. Luego de 13 días jugo su tercer partido donde se enfrentó al Hannover 96 Sub 19 de visita ganando 3-2. En su cuarto partido, ocho días después se enfrenta de visita contra el CZ Jena Sub-19 ganándole 2-1. Seis días después se enfrenta al Eintracht Braunsch U19 de local ganando 2-1. Luego de 11 días se enfrenta de visita al RW Erfurt U19 ganándole 2-1. Un mes y 10 días después juega contra el Energie Cottbus U19 de visita ganándole 2-1, en ese partido Yannick recibió su primera doble amarilla y expulsión. Después de 20 días juega su octavo partido y de local contra el Wolfsburgo Sub-19 ganándole 2-0. Siete días después se enfrentó de visita al Holstein Kiel U19 ganándole 2-1 y terminando 2015 con 9 partidos jugados.
En 2016 es llamado para jugar de visita contra el Hertha BSC U19 empatando 1-1 y jugando su primer partido de ese año. En el siguiente encuentro recibió de local al St. Pauli U19, ganándole 5-3. El 17 de febrero juega su tercer partido del año de visita contra el RB Leipzig U19 empatando 3-3 y recibiendo una amarilla mas, sumando su segunda tarjeta amarilla en el club. Cuatro días después se enfrenta de local al Hamburger SV U19 ganando 3-1 y recibiendo la tarjeta roja directa, sumando su segunda tarjeta roja en el club y como consecuencia no jugo 2 encuentros. El 12 de marzo vuelve a jugar con el club esta vez de visita ante el Braunschw. Sub 19, ganando 5-3. El 4 de abril vuelve a jugar con el club esta vez de visita ante el Rot-Weiß Erfurt U19, empatando 2-2. Ocho días después se enfrenta al Havelse U19 de visita, ganándole 4-2. Cuatro días después se enfrenta de local al Energie Cottbus U19, perdiendo 2-3. En el siguiente partido para Filipović se enfrenta al RB Leipzig U19 de local ganándole 6-1, terminando a mitad de año la temporada, jugando 9 partidos de la temporada en 2016 y sumando 18 partidos con la sub-19 en la mencionada temporada, además quedo con el club en el 1er lugar de la tabla, por lo cual alcanzaría el primer título de su carrera. 

#### Copa DFB Junior Club 2015-16
Participo de la Copa DFB Junior Club debutando recién el 22 de noviembre de 2015 con su equipo por el partido de octavos de final contra el SV Wehen U19, ganando 2-1 y pasando a la siguiente ronda. En el siguiente encuentro disputando de visita el 20 de diciembre de 2015 por el partido de cuartos de final contra el Leverkusen U19, empatando 1-1 en los 90 minutos y 30 minutos de repechaje, disputando los penales donde ganaría su equipo por 5-3. En el siguiente encuentro disputando de local el 19 de marzo de 2016 por el partido de semifinales contra el Hertha BSC U19, perdiendo 4-5, en ese partido Filipović recibió su primera amarilla en la copa, la décima en su personal y la tercera con la sub-19.

#### A-Junior Bundesliga Nordost 2016-17
En 2017 juega su primer partido de ese año el 13 de marzo contra el Nordwest U19 ganándole 3-0. A inicios de abril se enfrento de visita al Wolfsburgo U19, perdiendo 1-5, en ese partido Filipović recibiría una tarjeta amarilla, sumando la quinta en lo que le iba del club. Al día siguiente vuelve a jugar de visita contra el Hannover 96 U19, perdiendo 6-0. Al siguiente día de visita enfrentó al Eintracht Braunsch U19, empatando 3-3, en ese partido Yannick recibiría una tarjeta amarilla, sumando ocho tarjetas recibidas en la sub-19. Después de 18 días vuelve a jugar, esta vez de local contra el RB Leipzig U19 ganando 4-2. Tres meses y trece días después Energie Cottbus U19 ganando 3-2. Cuatro meses y 2 días después es llamado para jugar de local contra el Hamburger SV U19, ganándole 7-2, siendo este el último partido con la sub-19 del Werder Bremen y jugando solo 7 partidos en 2017.

#### Copa DFB Junior Club 2016-17
Participo de la Copa DFB Junior Club debutando desde la primera ronda el 7 de agosto de 2016 de visita contra el H. Rostock U19, ganando 4-0 y pasando a la siguiente ronda. Por problemas de la espalda estuvo lesionado y no pudo jugar los octavos de final de visita contra el 1.FC Köln U19 donde su club perdió 3-2. 

### 1. FC Kaiserslautern II (2017-2019)

#### Oberliga Rheinland-Pfalz/Saar 2017-18
El 1 de julio de 2017 es transferido gratis al 1. FC Kaiserslautern II debutando el 23 de agosto de local contra el SV Morlautern, ganando 3-1. Casi dos meses después es llamado para jugar de visita contra el FC Karbach, ganando 3-0. Dos semanas después jugo de local contra el Pfeddersheim, ganando 5-0. Tres semanas después jugo de local contra el FC 08 Homburg, perdiendo 0-1. Nueve días después jugo de visita contra el Eintracht Trier perdiendo 0-2, terminando 2017 con 12 partidos, solamente 7 con su anterior club y 5 en el 1.FC Kaiserslautern II.
En 2018 siguió la temporada disputando su primer partido ese año el 24 de febrero de visita contra el SV Morlautern, ganando 3-1. A la siguiente fecha de local jugo contra el Idar-Oberstein, ganándole 2-1. En la siguiente fecha jugo de local contra el FV Engers 07, ganando 2-0, en ese partido Filipovic recibiría una tarjeta amarilla, sumando nueve tarjetas recibidas en su personal y la primera con el club. Un mes después es llamado para jugar de local contra el FV Eppelborn, ganándole 7-0. Al siguiente partido jugo de visita contra el SV Saar 05, ganando 3-0. En la siguiente fecha jugo de visita contra el SV Gonsenheim, ganándole 6-2, siendo este su último partido que jugo de la temporada 2017-18 con el club, terminando a mitad de año la temporada y quedando con el club en el 3er lugar de la tabla.

#### Oberliga Rheinland-Pfalz/Saar 2018-19
Inicio la temporada jugando la primera fecha el 27 de julio de visita contra el SC Idar-Oberstein, ganándole 5-0. En el siguiente partido jugo de local contra el VfB Dillingen, ganando 2-1. Cuatro días después jugo de visita contra el Hertha Wiesbach, perdiendo 0-4. En la siguiente fecha jugo de visita contra el SV Röchling Völklingen, perdiendo 0-1. Ocho días después jugo de visita contra el TSV Emmelshausen, ganándole 6-0. Doce días después es llamado para jugar de visita contra el FV Engers 07, perdiendo 0-1. Ocho días después jugo de visita contra el RW Koblenz, perdiendo 2-3. En el siguiente partido jugo de local contra el A. Ludwigshafen ganando 2-1. En el siguiente partido es llamado para jugar de visita contra el FV Diefflen, perdiendo 2-3. Luego jugo de local contra el Schott Mainz, ganando 1-0. Trece días después jugo de local contra el FSV Jägersburg, empatando 0-0. Dos semanas después jugo de local contra el Mechtersheim, ganando 3 a 0. En el siguiente partido jugo de visita contra el Eintracht Trier ganándole 2-0. En el siguiente partido jugo de visita contra el TuS Koblenz, perdiendo 0-2. Dos semanas después se enfrento de local contra el SC Idar-Oberstein, ganándole 6-1. En el siguiente partido jugo de visita contra el VfB Dillingen, ganando 2-0, terminando 2018 con 7 partidos en la temporada 2017-18 y 16 partidos en la temporada 2018-19, sumando 23 partidos en 2018.
En 2019 siguió la temporada disputando su primer partido ese año el 16 de febrero de visita contra el Hertha Wiesbach, perdiendo 0-2. En la siguiente fecha jugo de visita contra el SV Röchling Völklingen, perdiendo 0-3. Dieciséis días después jugo de visita contra el RW Koblenz, ganando 3-0, en ese partido Yannick recibió su segunda doble amarilla y expulsión en su personal y la primera con el club. Tras suspensión indirecta de la tarjeta no pudo jugar el siguiente partido de local contra Hassia Bingen donde su equipo perdió 1-4. Es llamado a la selección de fútbol sub-21 de Montenegro el 20 de marzo. Vuelve al club pocos días después y el 30 de marzo jugo de local contra el RW Koblenz, empatando 1-1. En el siguiente partido jugo de visita contra el A. Ludwigshafen ganando 3-2. Nueve días después jugo de local contra el FV Diefflen, ganándole 4-1. Vuelve a jugar contra el Schott Mainz de visita, ganándole 5-1. Una semana después jugo de local contra el Pfeddersheim, perdiendo 1-3. Cuatro días después jugo de visita contra el TuS Koblenz, ganándole 2-0. En el partido siguiente jugo de visita contra el FSV Jägersburg, empatando 1-1. En la siguiente fecha jugo de local contra el FC Karbach, ganándole 3-0. La fecha siguiente jugo de visita contra el Mechtersheim, empatando 1-1. En el siguiente partido jugo de local contra el Eintracht Trier perdiendo 1-2, en ese partido Filipović recibiría una tarjeta amarilla, sumando doce tarjetas recibidas en su personal y la cuarta con el club, además este fue el último partido de Yannick Filipović con el 1.FC Kaiserslautern II, terminando con 13 partidos mas en la temporada 2018-19.

### Fortuna Köln Sub-23 (2019)

#### Oberliga Mittelrhein 2019
Tras quedar libre con el 1. FC Kaiserslautern II, el 8 de setiembre debuta con la sub-23 de su nuevo club de local contra el SV Deutz 05, jugando los 90 minutos y perdiendo 0-1, siendo este el único partido jugado con la sub-23 del Fortuna Köln, ya que 17 días después debutaría con el primer equipo.

### Fortuna Köln (2019)

#### Regionalliga West 2019
El 25 de setiembre debuta con la primera del club de visita contra el Borussia M'gladbach II, ganando 2-0. Luego el 19 de octubre se enfrenta de local al Sportfreunde Lotte, ganando 2-0, en ese partido Yannick recibe la tarjeta amarilla sumando su primera amarilla con el club y la octava en su carrera personal. El 4 de noviembre se enfrenta de local contra el Alemannia Aquisgrán, empatando 1-1, siendo este el último partido con el Fortuna Köln y jugando solo 18 partidos en 2019, 5 con el club y 13 con su antiguo club, el 1.FC Kaiserslautern II.

#### Copa de Renania Media 2019
Participo de la Copa DFB Junior Club debutando desde la primera ronda el 30 de octubre de 2019 de visita contra el FC Pesch, perdiendo 0-2 y quedándose en primera ronda, en ese partido Filipović recibió su segunda tarjeta amarilla con el club y la decimo quinta en su personal.

### FC Wegberg-Beeck (2020-2021)

#### Oberliga Mittelrhein 2020
El 2020 es fichado por el Wegberg-Beeck, ya que el 14 de noviembre terminó su contrato con el Fortuna Köln. A inicios del 2020 le dio un desgarro de menisco, provocándole el desgarro de ciertos tejidos en la rodilla y perdiéndose los 15 partidos restantes de la temporada hasta mitad de año.

#### Regionalliga West 2020-21
El 25 de octubre del 2020 debuta contra Homberg, ganando 1-0. Un mes y 3 días después se enfrenta de visita contra el Preußen Münster, empatando 0-0, terminando el año 2020 con 2 partidos jugados.
En 2021 es llamado para jugar de local contra el Bonner SC, perdiendo 0-2. Un mes exacto juega su segundo partido del 2021 contra el Borussia Dortmund II, perdiendo 0-2.

### Bonner SC (2021-presente)
El 1 de julio es fichado a coste libre por el Bonner SC. “Tengo muchas ganas de afrontar el nuevo reto”, explico Filipović : “Estoy convencido de que Bonner SC es el club adecuado para mí, especialmente después de las buenas conversaciones con los responsables y el entrenador. A pesar de la temporada difícil, el BSC siempre es una buena dirección ". El director deportivo de Bonn, Mario Neunaber, dice:" En Yannick Filipović tenemos un jugador táctica y técnicamente bien entrenado. Queremos ayudar a Yannick a encontrar el camino de regreso a sus viejas fuerzas ".

## Selección nacional

### Categorías juveniles

#### Montenegro Sub-21
En marzo de 2017 es llamado para disputar un amistoso internacional en el Trening Centar Petar Milosevski contra la selección de fútbol sub-21 de Macedonia, debutando el 24 de marzo, ingresando en el minuto 46 por Luka Uskoković, perdiendo respectivamente por 0-2. Para junio del mismo año es llamado para disputar su segundo amistoso internacional con Montenegro el 6 de junio, jugando contra la Selección de fútbol sub-21 de Ucrania, ingreso en el minuto 46 por Momčilo Rašo, perdiendo 1-2 y terminando con lesión en el muslo, evitándole poder disputar el siguiente amistoso contra Selección de fútbol sub-21 de Eslovenia y Selección de fútbol sub-21 de Georgia, donde su selección ganó en los dos partidos 3-2.
En noviembre de 2018 es llamado para jugar amistosos internacionales, jugando su primer partido el 15 de noviembre contra la Selección de fútbol sub-21 de Serbia, jugando de titular y siendo sustituido en el minuto 87 por Novica Erakovic, ganando 1-0 y siendo su primera victoria con la Selección de fútbol sub-21 de Montenegro. Cuatro días después no fue tomado en cuenta para el partido contra la Selección de fútbol sub-21 de Macedonia, en donde su selección perdió 0-2. Para marzo de 2019 es llamado para jugar solo un partido amistoso de visita contra la Selección de fútbol sub-21 de Grecia, jugando de titular y empatando 1-1.

## Clubes
| Club                       | División                      | País     | Años      | Partidos jugados | Goles | Asist. |
| -------------------------- | ----------------------------- | -------- | --------- | ---------------- | ----- | ------ |
| Werder Bremen sub-17       | Bundesliga Sub 17             | Alemania | 2014-2015 | 25               | 2     | 0      |
| Werder Bremen sub-19       | Bundesliga sub-19             | Alemania | 2015-2017 | 30               | 0     | 0      |
| 1. F. C. Kaiserslautern II | Oberliga Rheinland-Pfalz/Saar | Alemania | 2017-2019 | 41               | 0     | 0      |
| Fortuna Colonia sub-23     | Oberliga Mittelrhein          | Alemania | 2019      | 1                | 0     | 0      |
| Fortuna Colonia            | Regionalliga West             | Alemania | 2019      | 4                | 0     | 0      |
| FC Wegberg-Beeck           | Regionalliga West             | Alemania | 2020-2021 | 4                | 0     | 0      |
| Bonner SC                  | Regionalliga West             | Alemania | 2021-     | 0                | 0     | 0      |

## Palmarés

### Campeonatos regionales
| Título                      | Club                 | País     | Año  |
| --------------------------- | -------------------- | -------- | ---- |
| A-Junior Bundesliga Nordost | Werder Bremen sub-19 | Alemania | 2015 |